# Nullagine
Nullagine é uma cidade situada na região de Pilbara, no estado australiano da Austrália Ocidental. Localiza-se às margens do rio homônimo, 296 km a sudeste de Port Hedland e a 1 364 km a nor-nordeste de Perth, ao longo da rodovia Great Northern Highway.

## História
O nome Nullagine vem do nome aborígene de um rio próximo, o rio Ngullagine; o significado da palavra é desconhecido. A cidade originou-se de uma corrida do ouro, descoberto na área por um garimpeiro, N.W. Cooke, em 1886. Em seguida, a população cresceu rapidamente e em meados da década de 1890 a comunidade buscou a oficialização da municipalidade. Houve o levantamento topográfico dos lotes e o governo da Austrália Ocidental oficializou Nullagine em 1899.
Além do ouro eram extraídos outros minerais da região, tais como diamantes e outras pedras preciosas.
Entre 1895 e 1914 a cidade floresceu e manteve várias lojas, três hotéis, oito moinhos e uma população que chegou a mais de 3 000 habitantes. Pouco antes da Segunda Guerra Mundial. Mas com o declínio da atividade aurífera, apenas 200 moradores permanecem na cidade. Entretanto, a região, rica em recursos minerais, ainda atrai garimpeiros, à busca de ágata, amianto, antimônio, berilo, calcedônia, cobre, jade, jaspe, manganês, olho de tigre e tungstênio.
Nullagine também abriga a comunidade aborígene Yirrangadji. O povo Martu representa a maior parte dessa população.